# اچ‌ام‌سی‌اس آتاباسکن (دی‌دی‌جی ۲۸۲)
اچ‌ام‌سی‌اس آتاباسکن (دی‌دی‌جی ۲۸۲) (به انگلیسی: HMCS Athabaskan (DDG 282)) یک کشتی است که طول آن ۱۲۹٫۸ متر (۴۲۵٫۹ فوت) می‌باشد. این کشتی در سال ۱۹۷۰ ساخته شد.